# Sint-Godelievekerk (Aalter-Brug)

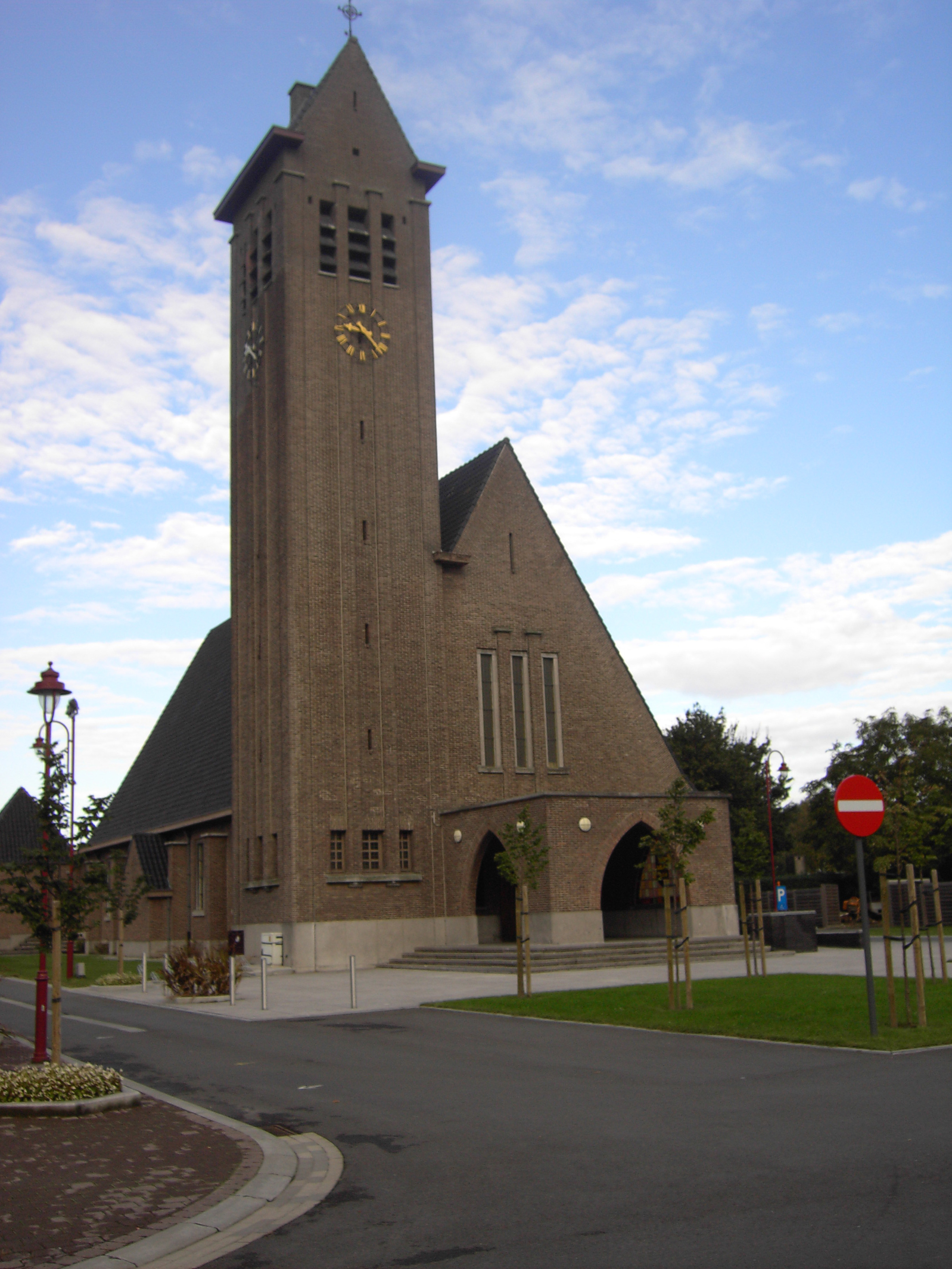
Sint-Godelievekerk

De Sint-Godelievekerk is de parochiekerk van de tot de Oost-Vlaamse gemeente Aalter behorende plaats Aalter-Brug, gelegen aan de Sint-Godelievestraat.

## Geschiedenis
De kerk werd gebouwd in 1938 naar ontwerp van A. Cocquyt. Tijdens een beschieting in 1944 werd de kerk beschadigd, om in 1964-1965 te worden hersteld.

## Gebouw
Het betreft een bakstenen zaalkerk met vooruitgeschoven portaal en een linksvoorgebouwde toren, welke gedekt is met een zadeldak. De kerk heeft een hoog zadeldak. De kerk is gebouwd in art decostijl. Het interieur wordt overkluisd door een spitsboogtongewelf.